# Guatteria pilosula
Guatteria pilosula là loài thực vật có hoa thuộc họ Na. Loài này được Planch. & Linden ex Triana & Planch. mô tả khoa học đầu tiên năm 1862.